# Dead by April

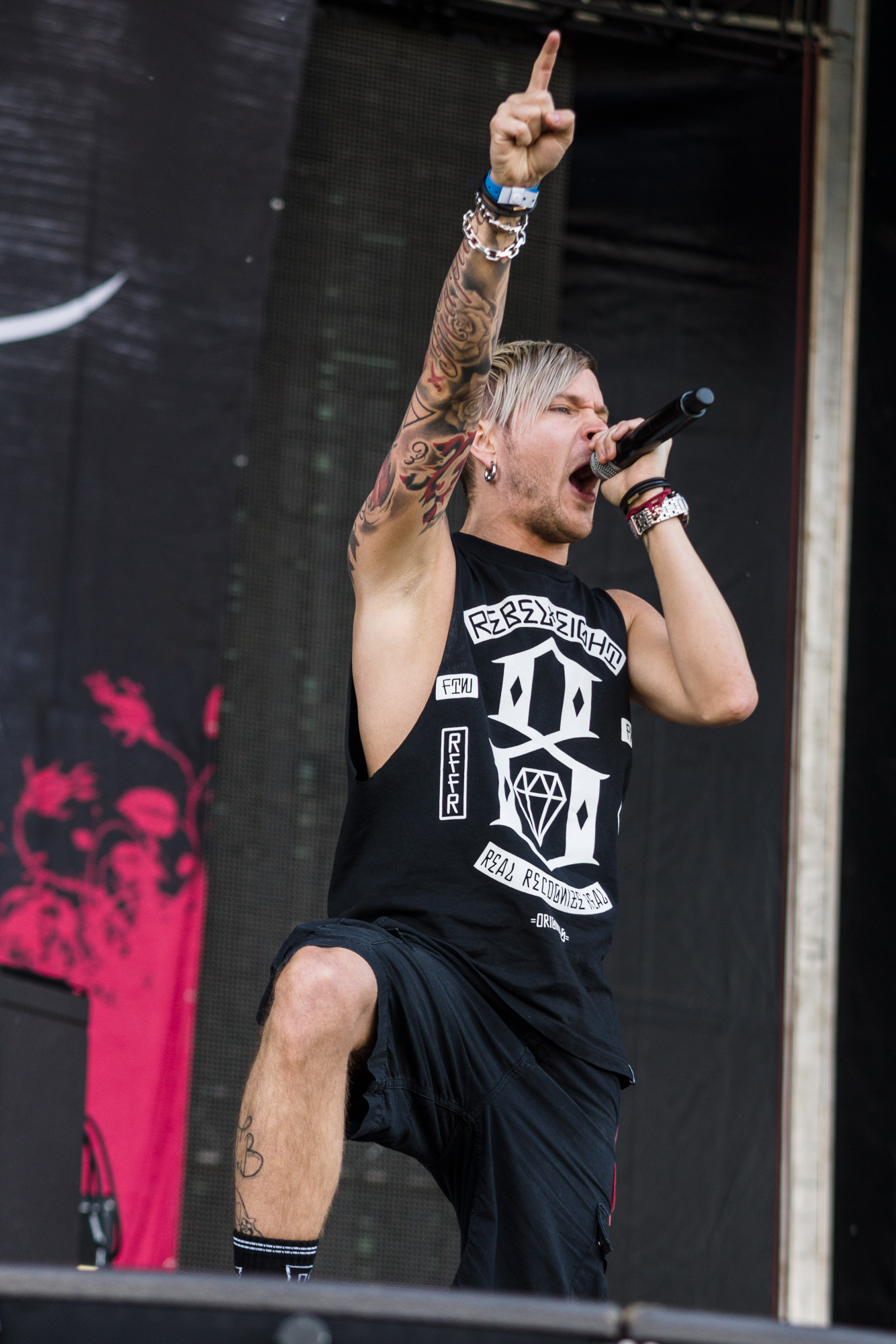
Christoffer “Stoffe” Andersson podczas festiwalu Ursynalia 2013.

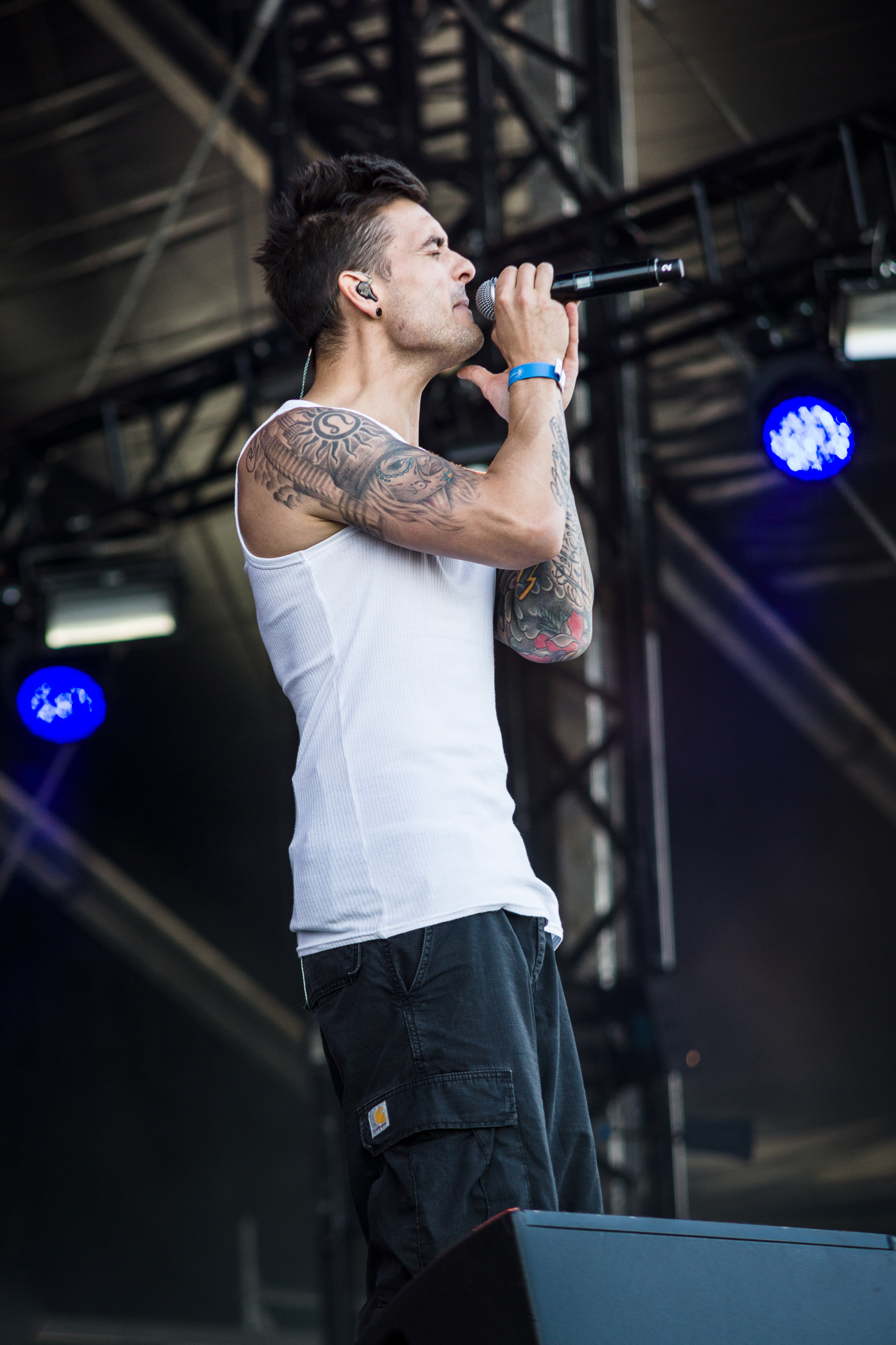
Zandro Santiago podczas festiwalu Ursynalia 2013

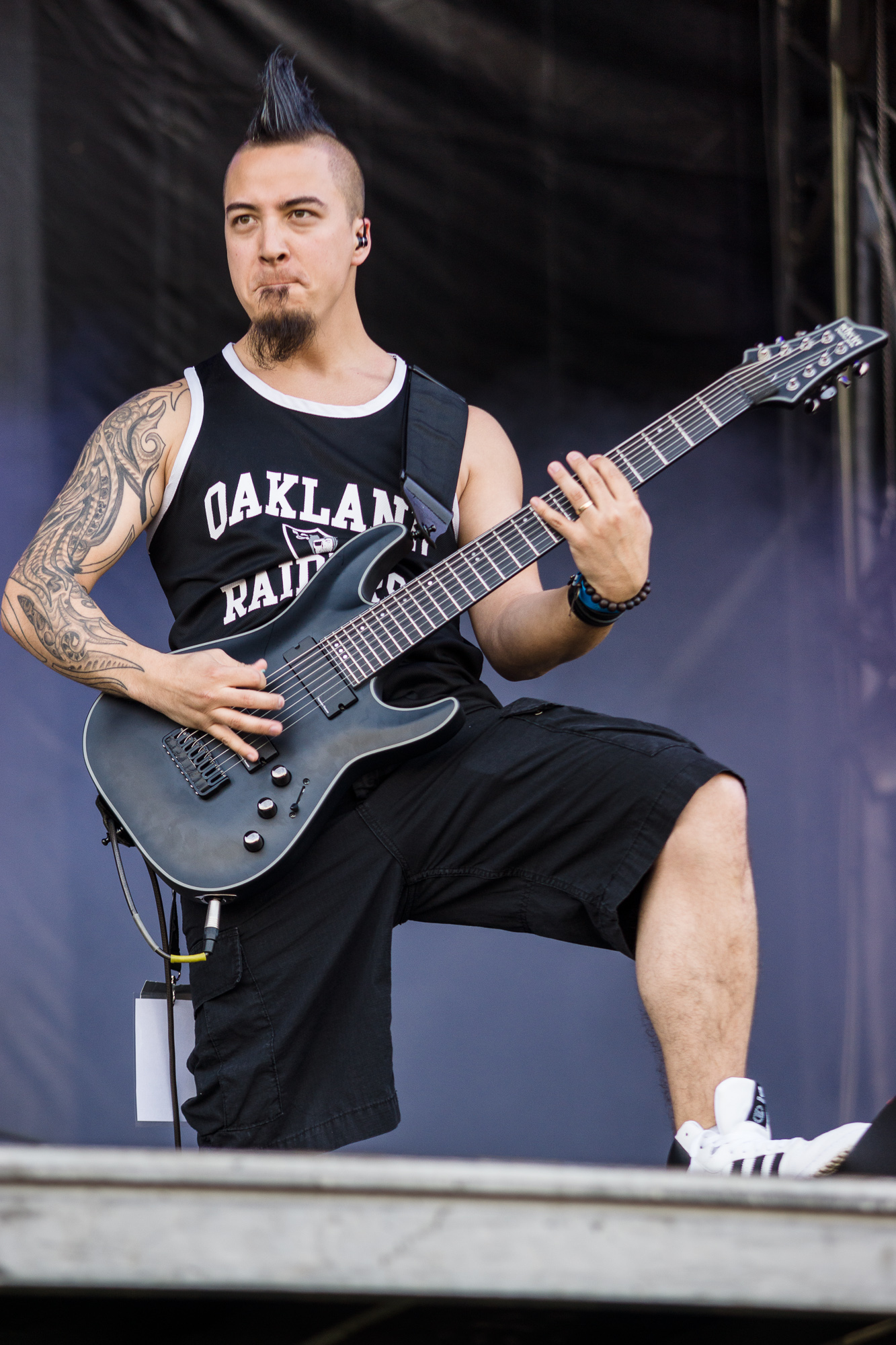
zastępca Pontusa podczas festiwalu Ursynalia 2013

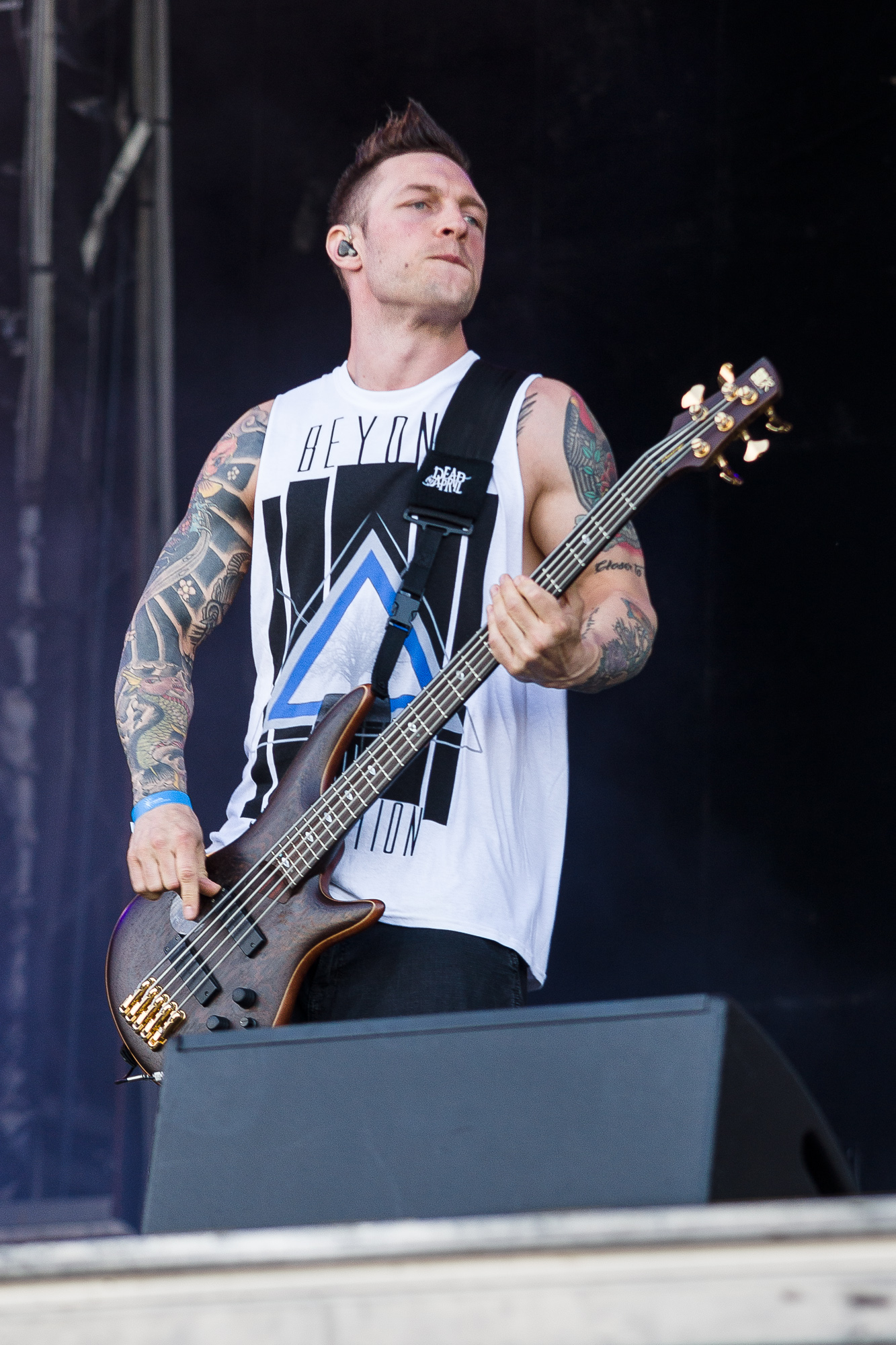
Marcus Wesslén podczas festiwalu Ursynalia 2013

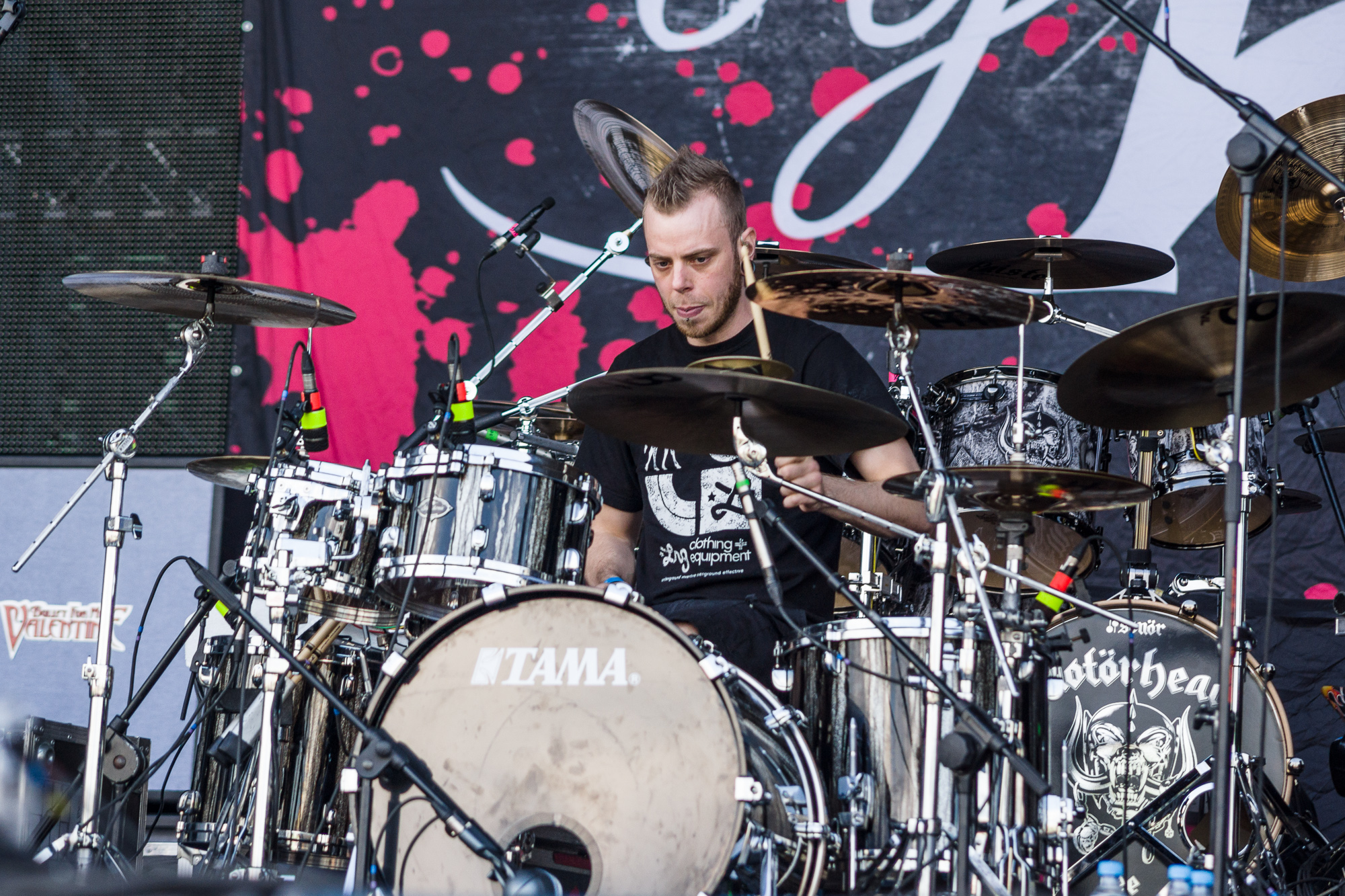
Alexander Svenningson podczas festiwalu Ursynalia 2013

Dead By April – szwedzki zespół grający metalcore wraz z elementami pop. Powstał w 2007 roku w Göteborgu. W maju 2009 roku grupa wydała swój pierwszy album studyjny zatytułowany Dead by April.

## Historia

### Początki i debiutancki album (2007-2010)
Zespół powstał na początku 2007 roku, kiedy to Jimmie Strimell, wokalista Nightrage, zdecydował się na współpracę z autorem tekstów i byłym członkiem Cipher System, Pontusem Hjelm.
Razem utworzyli Dead By April.
Początki były nie najlepsze. Rok 2007/2008 nie przyniósł żadnych wydanych piosenek, chociaż te, które powstały,
wyciekły w szybkim czasie do internetu. Jednymi z pierwszych były „Lost” i „Stronger”.
W tym okresie zespół grywał koncerty w Götenborgu.
27 marca 2010 Dead By April byli gwiazdą norweskiego festiwalu 'Rock mot Rus' wraz z kilkoma innymi
norweskimi artystami takimi jak: Turdus Musicus, Moddi, Cyaneed, Jodski czy Purified in Blood.
Zespół kontynuował wtedy trasę wraz z Purified in Blood aż do początku maja.

### Nowy skład i „Stronger” (2010-2011)
W dniu 23 kwietnia 2010 r. na oficjalnej stronie zespołu MySpace, ogłoszono, że Pontus Hjelm
(gitarzysta, autor tekstów i wokalista) opuszcza Dead By April.
Powodem jego odejścia było to, iż nie chce istnieć jako członek zespołu, tylko chce skupić na pisaniu tekstów.
Chociaż Pontus nie był już oficjalnym członkiem zespołu, chciał kontynuować pisanie muzyki dla Dead By April,
mówiąc fanom, że „nic nie zmieni się jeśli chodzi o pisanie tekstów”.
Zamiennikiem Pontusa Hjelm został Zandro Santiago.
17 maja ukazał się czwarty singiel z ich debiutanckiego albumu.
W odróżnieniu od innych singli Dead By April, ten był podwójny „Love Like Blood/ Promise Me”.
Poza tym „Love Like Blood” to cover Killing Joke.
To pierwszy utwór nagrany przez Dead By April z nowym wokalistą, Zandro Santiago.
22 października 2010 r., ogłoszono, że Johan Olsson odchodzi z zespołu, powołując się na problemy osobiste.
Zespół szukał nowego gitarzysty na Facebooku i YouTube. Po pewnym czasie zamieszczone zostaje ogłoszenie na ich stronie na Facebooku, że Pontus będzie działał jako „sesyjny” gitarzysta na ich nowym albumie oraz podczas trasy koncertowej.
Podczas tournée w Wielkiej Brytanii wraz z My Passion Johan został zastąpiony przez gitarzystę Joela Nilssona.
W sierpniu 2010 roku ukazał się zwiastun do nowego utworu o nazwie „Within My Heart”, który został wydany
wraz z nowym albumem na początku 2011 roku.
Nowy album jest cięższy i bardziej dynamiczny niż debiutancki.
Utwór „More Than Yesterday” został zagrany na żywo podczas trasy koncertowej w Wielkiej Brytanii i Szwecji.
Dead By April pojawili się na ścieżce dźwiękowej do gry Need for Speed.
7 grudnia ogłoszono, że nowy album kompilacyjny o nazwie „Stronger” będzie wydany w dniu 25 stycznia 2011 roku.
Zawiera wersję demo „More Than Yesterday”, trzy cięższe wersje swoich piosenek i kilka utworów, które zostały już opublikowane.
24 stycznia 2011 roku ukazał się album kompilacyjny „Stronger.
2 maja 2011 roku Dead By April ogłosili, że ich pierwszym singlem z drugiego albumu będzie „Within My Heart”.
9 lipca potwierdzono, że zespół wystąpi na Sonisphere Festival w Szwecji.

### Incomparable (2011-2012)
Dead By April rozpoczęli pracę nad swoim nowym albumem w drugim kwartale 2011 roku.
4 lipca zespół ogłosił tytuł nowego albumu „Incomparable”.
11 lipca potwierdzili, że zostanie on wydany 21 września.
Zandro Santiago skomentował gatunek muzyki jaki prezentuje zespół. Wskazał, że „Dead By April to metal/pop
boysband, co fanom metalu niezbyt przypadło do gustu”.

### Odejście Jimmiego Strimella
18 kwietnia 2013 r. na stronie pojawiło się oficjalne oświadczenie zespołu o problemach Strimella i jego odejściu z DBA.

### Let the World Know (2013-2014)
W październiku ogłoszono pracę nad nowym albumem, który ukazuje się 12 lutego 2014 roku. Krótko po wydaniu, perkusista Alexander Svenningson informuje o odejściu z zespołu, a zastępuje go Marcus Rosell. W dniu 3 listopada 2014r. Zandro informuje o odejściu z zespołu, a powodem jest rozwinięcie kariery solowej. W tym czasie zastąpić go ma Pontus Hjelm.

### Worlds Collide(2015-2017)
W lipcu 2015 Dead by April ogłasza na swoim Facebooku, że pracują nad swoim czwartym albumem. W sierpniu 2016r. zespół informuje, że album jest skończony, a ich pierwszy singiel ukaże się w październiku/listopadzie (Breaking Point). 7 Kwietnia 2017r. album trafia do sprzedaży. Kilkanaście dni po wydaniu albumu, 19 Kwietnia Christoffer ,,Stoffe” Andersson ogłasza, że nie jest już członkiem zespołu, z przyczyn osobistych. 26 Kwietnia Jimmie Strimell ogłasza na swoim Twitterze, że ponownie jest członkiem Dead by April.

## Muzycy
| Obecni członkowie zespołu: - Christopher Kristensen -wokal (2017- obecnie) - Pontus Hjelm – gitara, instrumenty klawiszowe, wokal (2007-2010, od 2011-obecnie) - Marcus Wesslén – gitara basowa (od 2008-obecnie) - Richard Schill – perkusja (od 2023 - obecnie) |  | Byli członkowie zespołu: - Jimmie Strimell - wokal ( od 2007 - 2013 wrócił w 2017 na album Worlds Collide, po czym bezpowrotnie wydalono go z zespołu) - Johan Olsson – gitara, wokal (2007–2010) - Henric Carlsson – gitara basowa (2007) - Zandro Santiago – wokal (od 2010-2014) - Alexander Svenningson – perkusja (od 2007-2014) - Christoffer Andersson – wokal (od 2013-2017) - Marcus Rosell – perkusja (od 2014-2023) Muzycy koncertowi i sesyjni - Joel Nilsson – gitara (2010) - Jonas Ekdahl – perkusja (2010) - Marcus Rosell – perkusja (2011) - André Gonzales – gitara (2012-2013) |

## Dyskografia
Albumy studyjne
| 2009                           | Dead by April - Data: 13 maja 2009 - Wydawca: Universal Music Group             | 2 | 163 | –  |
| 2011                           | Stronger (kompilacja) - Data: 24 stycznia 2011 - Wydawca: Universal Music Group | 1 | –   | –  |
| 2011                           | Incomparable - Data: 21 września 2011 - Wydawca: Universal Music Group          | 2 | 118 | –  |
| 2014                           | Let the World Know - Data: 12 lutego 2014 - Wydawca: Universal Music Group      | 5 | 92  | 36 |
| „—” pozycja nie była notowana. |                                                                                 |   |     |    |

Single
| 2009                           | „Losing You”        | 1  | Dead by April                 |
| 2009                           | „What Can I Say”    | 38 | Dead by April                 |
| 2009                           | „Angels of Clarity” | –  | Dead by April                 |
| 2011                           | „Within My Heart"   | –  | Incomparable                  |
| 2011                           | „Lost"              | –  | Incomparable                  |
| 2011                           | „Calling"           | –  | Incomparable                  |
| 2012                           | „Mystery"           | 10 | Incomparable: Mystery Version |
| „—” pozycja nie była notowana. |                     |    |                               |

## Teledyski
| Rok  | Tytuł               | Reżyseria   | Album         |
| ---- | ------------------- | ----------- | ------------- |
| 2009 | „Losing You"        | Mikeadelica | Dead by April |
| 2009 | „Angels of Clarity" | —           | Dead by April |
| 2010 | „Stronger"          | —           | Dead by April |
| 2011 | „Calling"           | —           | Incomparable  |
| 2011 | „Lost"              | David Guvå  | Incomparable  |
| 2012 | „Crossroads"        | —           | Incomparable  |

## Nagrody i wyróżnienia
| Rok  | Kategoria            | Tytułem       | Nagroda     | Nota | Źródło |
| ---- | -------------------- | ------------- | ----------- | ---- | ------ |
| 2012 | Årets metal/hårdrock | Dead by April | Rockbjörnen | Laur | [ 8 ]  |